# Ентерпрајз (Алабама)
Ентерпрајз (енгл. Enterprise) град је у америчкој савезној држави Алабама. По попису становништва из 2010. у њему је живело 26.562 становника.

## Демографија
Према попису становништва из 2010. у граду је живело 26.562 становника, што је 5.384 (25,4%) становника више него 2000. године.
| Група             | 2000.          | 2010.          |
| Белци             | 14.692 (69,4%) | 17.473 (65,8%) |
| Афроамериканци    | 4.861 (23,0%)  | 5.508 (20,7%)  |
| Азијати           | 339 (1,6%)     | 523 (2,0%)     |
| Хиспаноамериканци | 821 (3,9%)     | 2.328 (8,8%)   |
| Укупно            | 21.178         | 26.562         |